# Gary McSheffrey
Gary McSheffrey est un footballeur anglais né le 13 août 1982 à Coventry. Il évoluait au poste d'ailier en faveur du Grimsby Town.

## Biographie
Gary McSheffrey joue principalement en faveur des clubs de Coventry City, Birmingham City et Scunthorpe United.
Il dispute au cours de sa carrière 40 matchs en Premier League (D1), inscrivant 3 buts, et 266 matchs en Championship (D2), inscrivant 74 buts.
Le 9 décembre 2006, il inscrit un triplé en Championship avec le club de Birmingham, lors d'un match contre Preston North End (victoire 3-1).
Le 15 mars 2018, il rejoint Grimsby Town.

## Carrière
- 1998-2006 :  Coventry City FC
- 2001 :  IK Brage (prêt)
- 2001-2002 :  Stockport County FC (prêt)
- 2003-2004 :  Luton Town FC (prêt)
- 2006-2010 :  Birmingham City FC
- 2009 :  Nottingham Forest FC (prêt)
- 2010 :  Leeds United FC (prêt)
- 2010-2013 :  Coventry City
- 2013 :  Chesterfield
- 2014-2016 :  Scunthorpe United
- 2016 :  Doncaster Rovers (prêt)
- 2016- :  Doncaster Rovers

## Palmarès
- Vice-champion d'Angleterre de League Two en 2014 avec Scunthorpe United